# Cycas brunnea
Cycas brunnea — вид голонасінних рослин класу саговникоподібні (Cycadopsida).
Етимологія: від пізньої латинської brunneus — «коричневий», з посиланням на коричневі волоски на нових паростках, які відрізняють цей вид від інших родинних таксонів.

## Опис
Стебла деревовиді, 2(5) м заввишки, 17–23 см діаметром у вузькому місці. Листки сіро-зелені або блакитні, тьмяні, довжиною 120–170 см. Пилкові шишки кулясті, жовті, 21 см, 13 см діаметром. Мегаспорофіли 28–32 см завдовжки, коричнево-повстяні. Насіння плоске, яйцевиде, 36–39 мм завдовжки, 28–32 мм завширшки; саркотеста оранжево-коричнева, сильно вкрита нальотом, 2–4 мм завтовшки.

## Поширення, екологія
Країни поширення: Австралія (Північна територія, Квінсленд). Цей вид росте на відкритих місцях за відкритими долинами струмків або в лісистій савані. Рослини знаходяться в піщаному ґрунті, отриманому з вапняку або пісковику.

## Загрози та охорона
Колекціонери є головною загрозою. Деякі рослини зустрічаються в межах англ. Lawn Hill National Park.

## Систематика
В деяких джерелах розглядається як синонім Cycas angulata R.Br.